# Sanduíche submarino

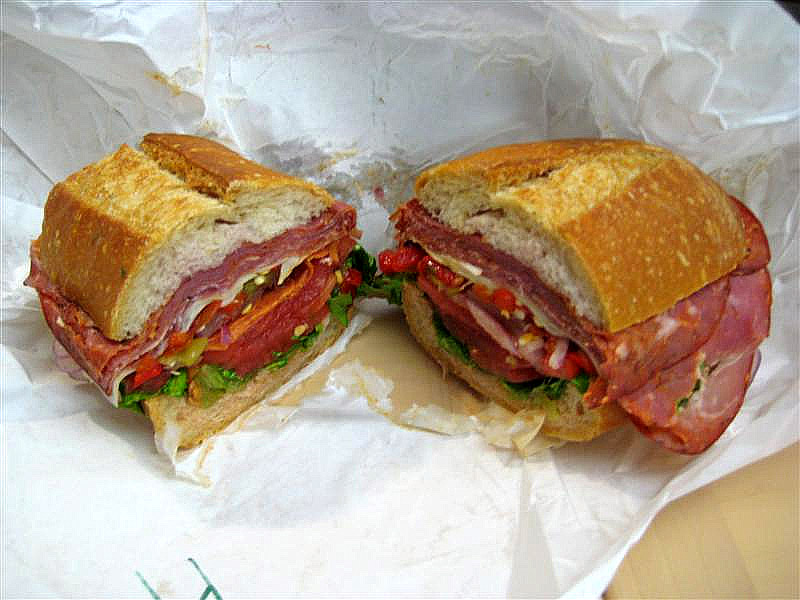
Um típico sanduíche submarino.

Uma sandes (português europeu) ou sanduíche (português brasileiro) submarino, sub, grinder, hero, hoagie ou mais popularmente sanduíche italiano(BR), é um tipo de sanduíche que consiste de duas longas fatias de pão cortadas longitudinalmente recheadas com carne, queijo, tomate, alface e condimentos. Se originou no início do século XX simultaneamente em diversas comunidades ítalo-americanas do Nordeste dos Estados Unidos e se popularizou pelo mundo por diversas cadeias de fast-food especializadas.
A cidade de Portland do estado de Maine afirma ser o local de criação do sanduíche e também dá origem ao nome de uma variação regional vendida em partes dos Estados Unidos.